# ナンバークロスワードパズル
ナンバークロスワードパズル（ナンバークロス、略してナンクロともいう）とは、クロスワードパズルと似た白マスと黒マスからなる盤面の、白マス全てを文字で埋めるパズルである。
クロスワードパズルと異なりカギ（ヒント）はなく、文字の入る白マスすべてに数字が書いてある。同じ数字の白マスには同じ文字が入る。通常、最初に何文字かだけ対応が与えられていて、その対応にしたがってマスをカナで埋めていく。黒マスには文字を書き込まない。
埋まっていない白マスには、意味のある言葉ができるように他の数字で使われていないカナを当てはめ、他の同じ数字の白マスにも同じカナを入れる。これを繰り返して全ての数字とカナの対応を導き出せば完成である。

## 例題
問題
| 2 | 4 | 1 | 3 | 4 |
| 4 | . | 2 | 4 | . |
| 2 | 2 | . | 2 | 5 |
| . | 5 | 3 | . | 1 |
| 1 | 3 | 2 | 5 | 3 |

| ト | キ |   |   |   |
| 1  | 2  | 3 | 4 | 5 |

解答
| キ | ン | ト | ウ | ン |
| ン | .  | キ | ン | .  |
| キ | キ | .  | キ | ヨ |
| .  | ヨ | ウ | .  | ト |
| ト | ウ | キ | ヨ | ウ |

| ト | キ | ウ | ン | ヨ |
| 1  | 2  | 3  | 4  | 5  |

## 作成時のルール
ナンクロの作成にはいくつかのルールがある。これらの多くはクロスワードパズルと共通している。
- 入る単語は名詞に限られる。
- 同じ単語を二箇所以上入れてはいけない。
- 黒マスの配置は黒マスルールの慣例に従う。
- 文字と数字は1対1で対応する。
  - 黒マスにも数字が対応している形式の場合、黒マスに複数の数字が対応する場合もある（この場合、出題時にはそのことを明記する）。
- 登場する文字は2回以上使用する。
  - 漢字ナンクロの場合、全ての文字を2回以上使用するのは困難なため、1回しか使用しない漢字をあらかじめ盤面に配置して最初の手がかりとすることが多い。

アメリカなどでは、
- アルファベット26字を全て使用する。

という条件があることもある。

## 解法
語彙が多ければ多いほど解くのが楽になるのはクロスワードパズルと同じだが、文字のならびに特徴のある言葉を多く覚えておくと解く手がかりになることが多い。たとえば、1212345345と並んでいれば「戦々兢々」、11233ならば「ココナッツ」（通常クロスワードにおいて拗音と普通の音は同じカナなので区別しない）が入る可能性が高い。特にノーヒントの問題の場合、並び方に特徴のある単語が最初の手がかりとなることが多い。
「ン」「ー」が単語の先頭に来ることが無いのもヒントになる。
- 「ン」は全文字中でも特に出現率が高く、これを排除して平均的なサイズのナンクロを構成することはほとんど不可能と言ってよい。よって出現率が高いのに語頭に現れない文字は「ン」である確率が高い。また同様に語頭に出現することのない「ー」は、出現率の違いもあるが、●○のようにこの2文字が並んでいた場合、○の方が「ン」であると推察できる。
- 出現率は小文字の「ヤ」「ユ」「ヨ」「ツ」や、「ヴ」が存在する、しないなどの条件の違いもあり、一概には言えないものの、「イ」「シ」「ン」をトップとし、「カ」「ツ」「ウ」「キ」と続く。
- 2文字循環
  - 1212 のように2文字単位で繰り返しているものは漢字の音読みであることが多く、解決の糸口となる。
  - 完全2文字循環と不完全2文字循環（1213のような）に分けられる。
  - 「2」に当たる部分は「イ」「ウ」「ク」「ツ」「ン」が多い。
- 3文字循環
  - 123123 のような3文字単位で繰り返す形で、2文字循環と同様漢字の音読みであることが多い。
  - 「2」に当たる部分は「ヤ」「ユ」「ヨ」であることが多く、「ヤ」てであれば次の「3」は「ク」、「ユ」であれば次は「ウ」「ク」「ツ」「ン」、「ヨ」ならば「ウ」「ク」が多い。
  - 不完全タイプは 123124、123143、123423 などの変種があるが、必ずしも漢字熟語とは限らない。

## 派生パズル
漢字を当てはめる全漢字ナンクロ、黒マスにも数字が対応しているホワイトナンクロ、ヒントとなる対応が1つも与えられていないノーヒントナンクロ、マス目が渦巻き状に並んだしりとりナンクロなどがある。
また、一つの文章の中でカタカナ語（漢字単語）がすべて抜け落ちており、前後の文章や1対1で対応する数字の並びから類推しカナ（漢字）を当てはめて文章を完成させるカタカナ（漢字）抜け文といった派生パズルも存在する